# Stade Pershing
Le stade Pershing est un stade construit en 1919, situé dans l'est du bois de Vincennes (12e arrondissement de Paris) et non loin de l'hippodrome de Vincennes et de l'INSEP. Il est nommé ainsi en l'honneur du général américain John Pershing.
Initialement stade de 30 000 places destiné aux football, rugby, athlétisme, le Pershing est devenu un complexe accueillant diverses disciplines sportives. Deux clubs (entre autres) parisiens de baseball (Puc baseball et Patriots de Paris) sont, actuellement résidents du terrain annexe consacré à ce sport.

## Histoire

### Un stade fondé par les Américains
Le service sportif des YMCA (Unions chrétiennes de jeunes gens) des États-Unis organise les Jeux interalliés durant l'été 1919. Le stade, construit par les YMCA sur un terrain cédé par le gouvernement français, est inauguré en juin 1919. Il est destiné principalement au football et à l'athlétisme et pouvait accueillir 10 000 spectateurs lors de son inauguration, jusqu'à 30 000 en 1922. Les YMCA offrent le stade au corps expéditionnaire américain, commandé par le général John Pershing, qui le confie à la France.
Le stade Pershing est le théâtre de quatre finales de Coupe de France de 1921 à 1924 sacrant trois fois consécutivement le Red Star (1921-1923) puis honorant le premier club provincial vainqueur de la Coupe : l'Olympique de Marseille en 1924.

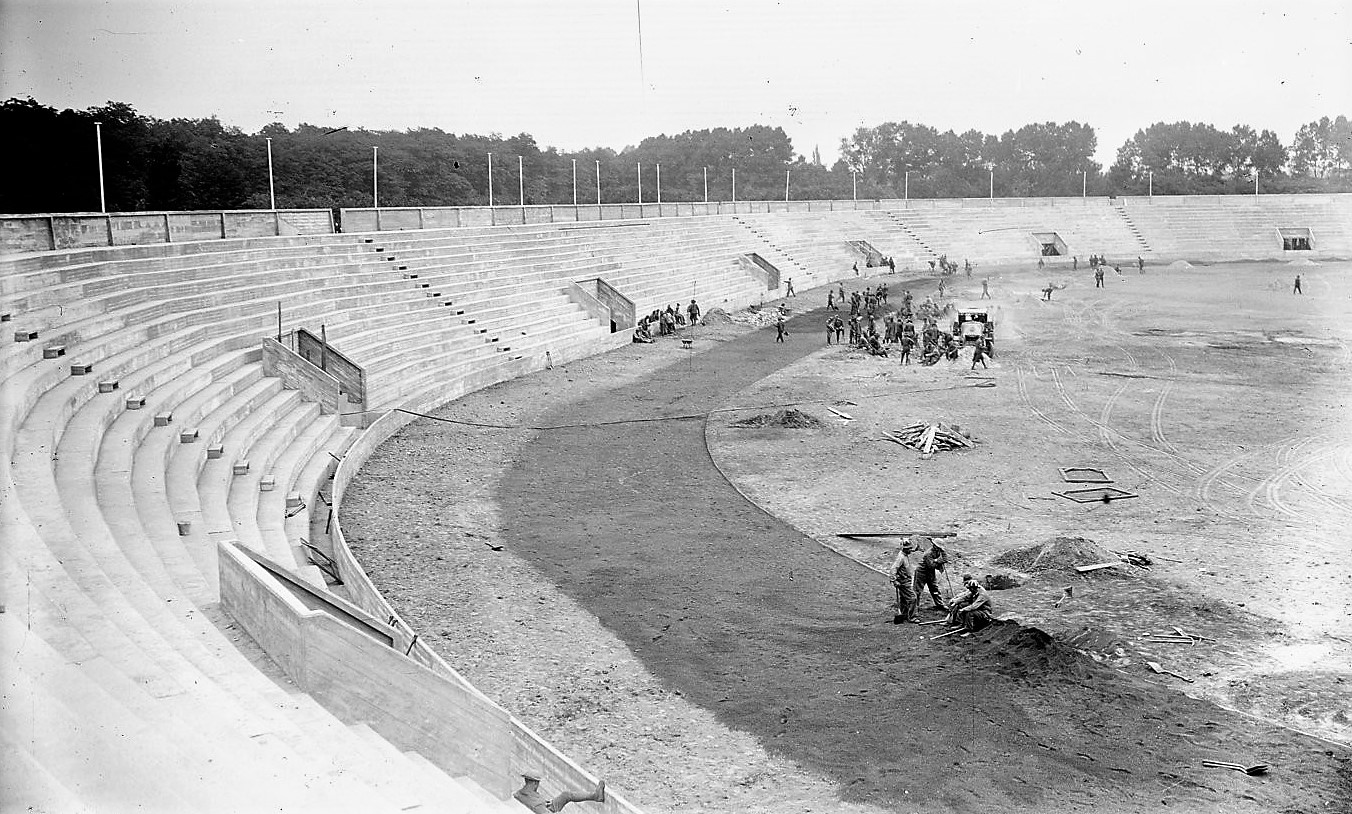
Construction et aménagement du stade Pershing le 18 juin 1919 à Paris.
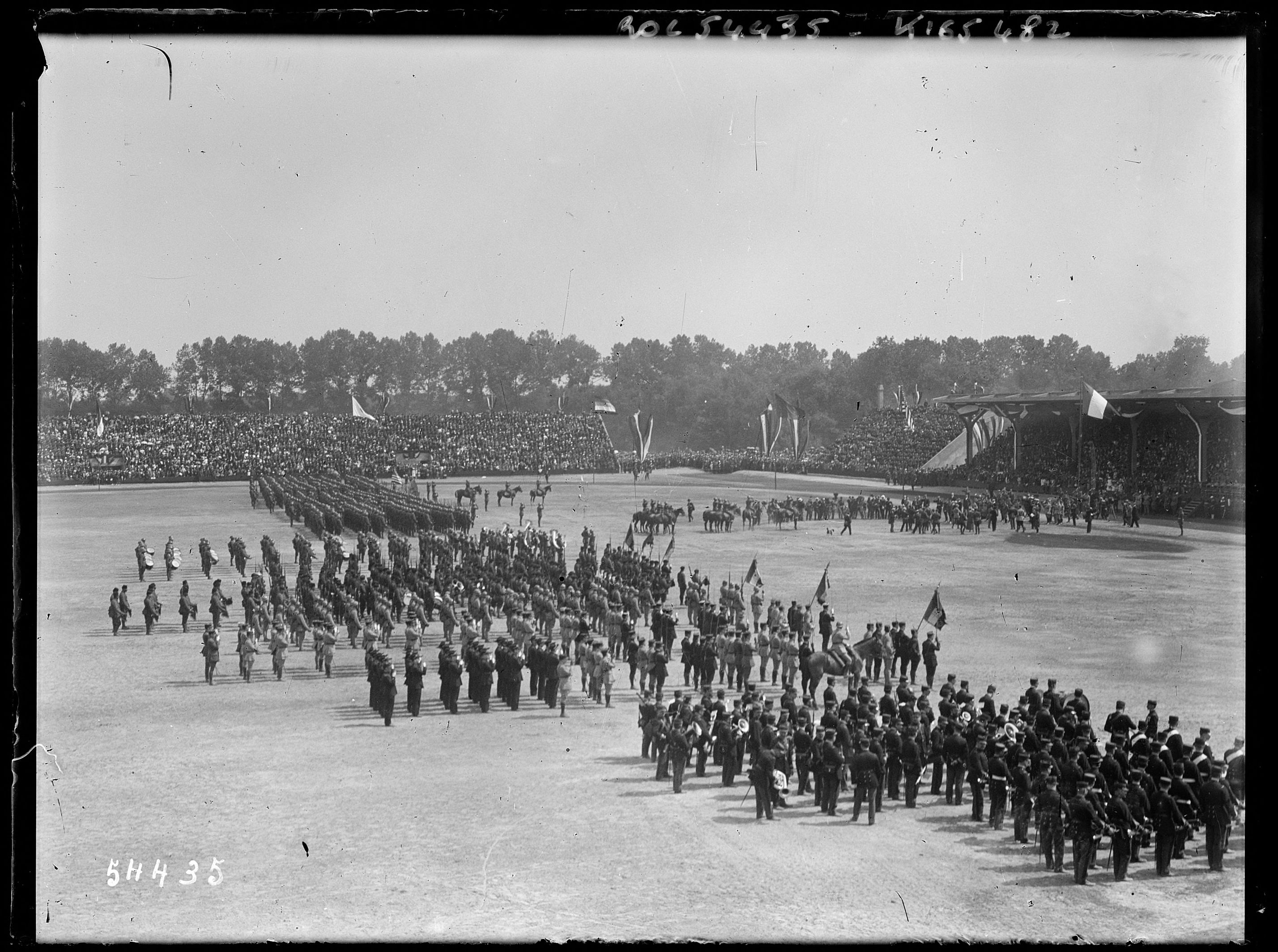
Inauguration du stade Pershing dans le bois de Vincennes à Paris, le 22 juin 1919.
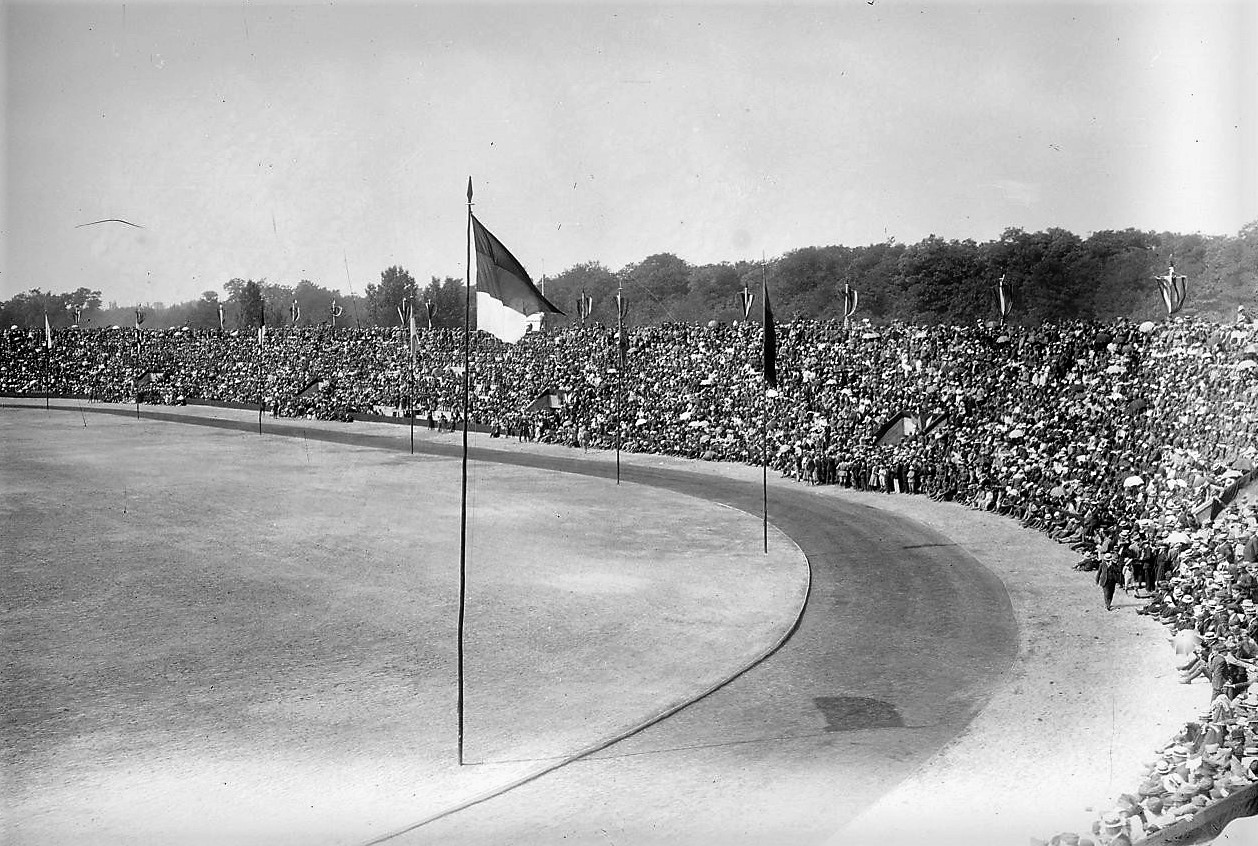
Vue générale du stade Pershing depuis le virage sud en 1919.

L'équipe de France de football y joue plusieurs matchs au début des années 1920 dont le fameux France-Angleterre du 5 mai 1921.
Devant plus de 20 000 spectateurs, 18 records du monde féminins sont battus ou établis en athlétisme durant la journée du 22 août 1922 à l'occasion des premiers Jeux mondiaux féminins.
Le stade accueillit également plusieurs rencontres de football lors des Jeux olympiques de 1924 se déroulant à Paris.

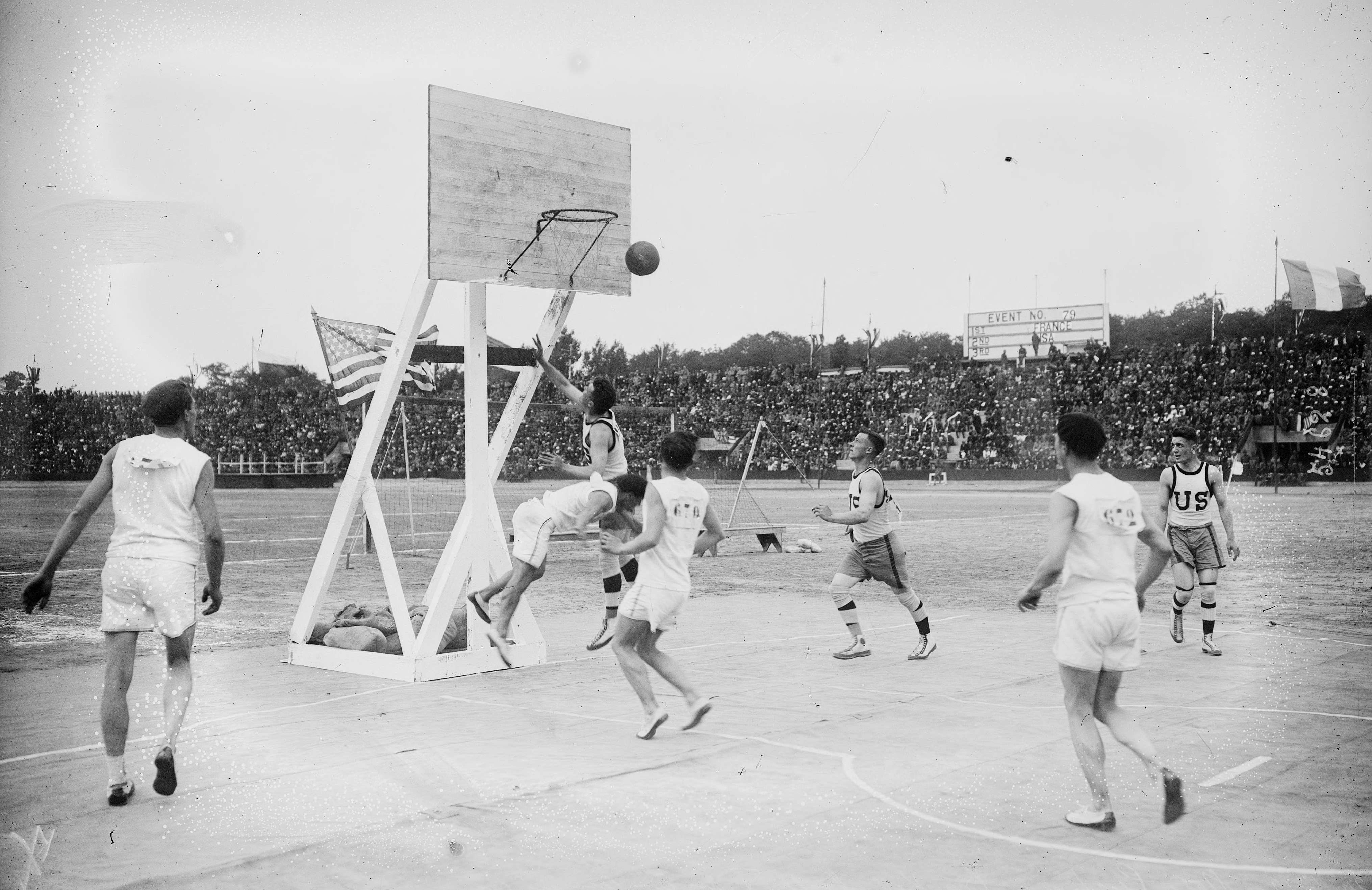
Partie de basket-ball opposant les États-Unis à la France lors des Jeux interalliés de 1919.
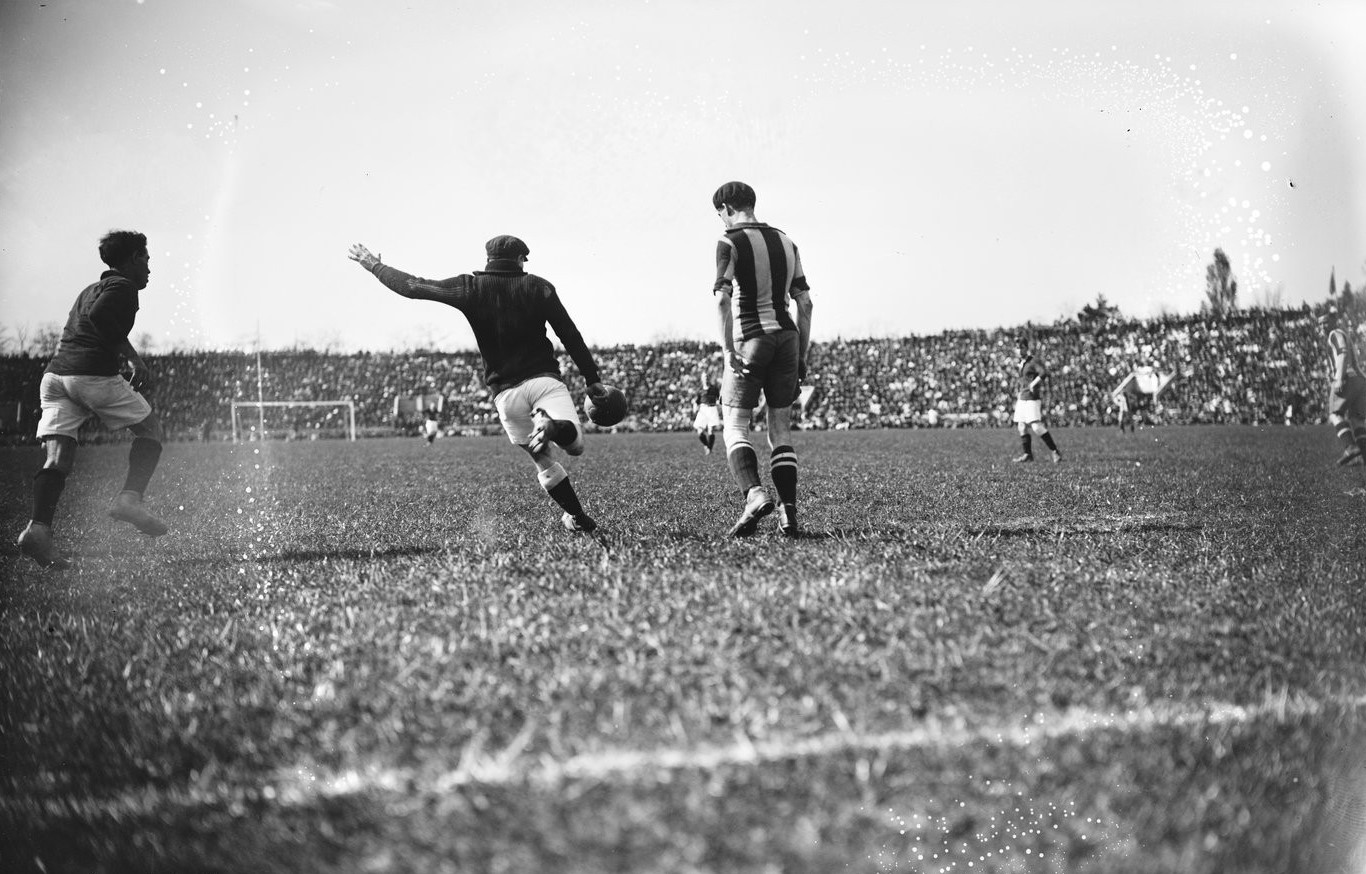
Finale de la Coupe de France de football au stade Pershing le 7 mai 1922 opposant le Red Star au Stade rennais UC.
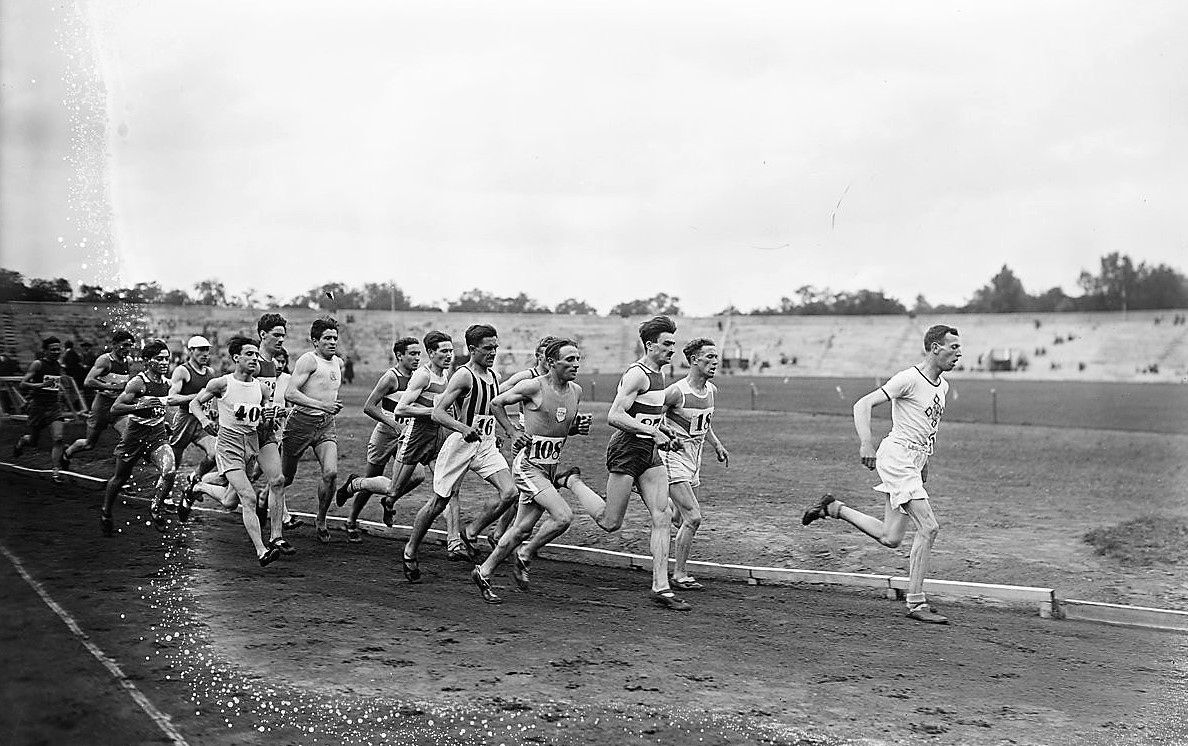
Meeting international d'athlétisme du Stade Français au stade Pershing à Paris le 23 juillet 1922.

### L’hôte des débuts du rugby à XIII en France

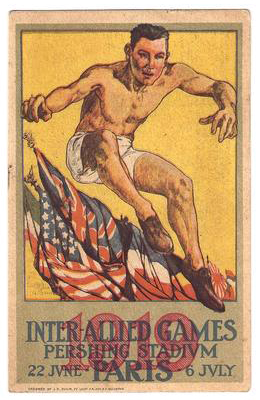
Affiche des Jeux interalliés de 1919.

Le 31 décembre 1933, le stade Pershing est aussi le théâtre du 1er match de rugby à XIII qui eut lieu en France. C'était un match de démonstration, organisé par les Rugby league anglaise et australienne, des journalistes et des directeurs de stades français, qui mit aux prises l'équipe nationale d'Angleterre et l'équipe nationale d'Australie en tournée en Angleterre.
Malgré le froid et la neige ce jour-là et devant environ 20 000 spectateurs qui découvraient ce nouveau rugby, l'Australie bat l'Angleterre 63 à 13.
Dans le journal L'Auto du 1er janvier 1934, Jacques Goddet écrit « Devant le public parisien, le rugby à XIII a présenté un jeu rapide, clair mais monotone.[..], un beau sport...[..], les curieux y prirent beaucoup de goût. ».
Ce match, les commentaires positifs ou très positifs de la presse parisienne sur cet autre jeu de rugby et la perception qu'en eurent des joueurs ou dirigeants du rugby à XV qui se rendirent au stade Pershing, est la rampe de lancement du rugby à XIII en France. Et, le 5 janvier 1934 le stade Pershing est interdit aux clubs de rugby à XV par la Fédération française de rugby à XV car il avait accueilli un autre jeu de rugby non reconnu, accepté par elle.

### Démolition et reconversion
L'enceinte d'origine est détruite dans les années 1960 et le stade Pershing est depuis lors un ensemble multi-sports comprenant notamment un stade de football, un terrain de basket-ball, un de volley-ball, deux de handball, deux de baseball et un de softball. Une piste d'athlétisme de six couloirs ceinture le stade de football.
L'un des terrains destinés au baseball a été la base d'entraînement des internationaux français rattachés à l'INSEP jusqu'au début des années 2000. Ces joueurs ne dépendent plus aujourd'hui de cet organisme mais le stade reste l’hôte d'un club de baseball évoluant en Championnat de France de baseball Elite, le PUC.

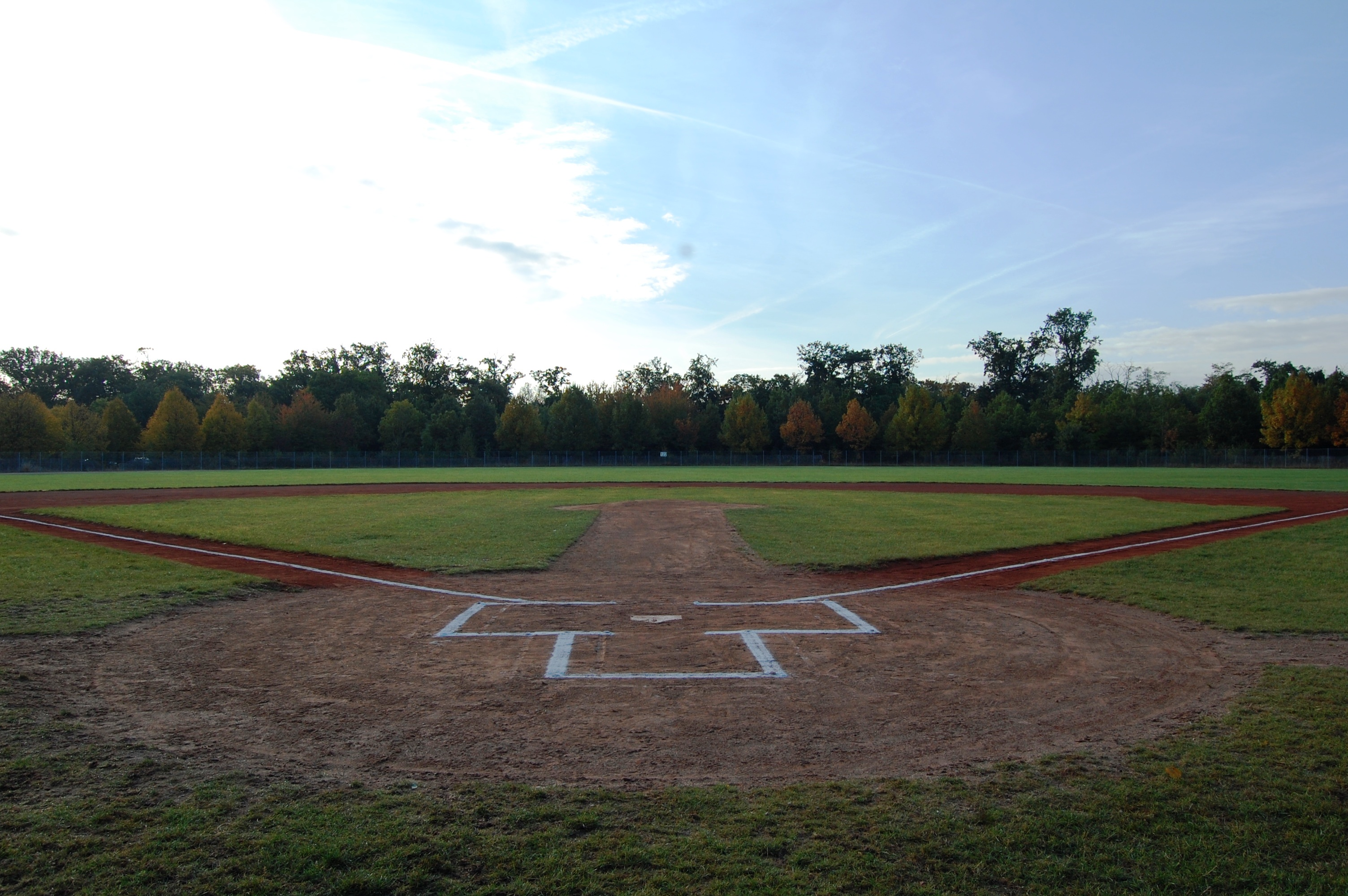
Vue du terrain annexe de baseball en 2008.

Le PUC a accueilli sur ce stade le Challenge de France de baseball 2013 en mai 2013. En finale, ce sont les Huskies de Rouen qui s'imposent 9 à 7 face aux Templiers de Sénart.
En juin 2015, le stade accueille la Coupe d'Europe de baseball 2015, organisée par le PUC.

## Principaux évènements
- Jeux interalliés en 1919
- Jeux mondiaux féminins de 1922
- Tournoi des Cinq Nations 1924 : France-Ecosse
- Challenge de France de baseball 2013
- Coupe d'Europe de baseball 2015

### Football
- Finale de la Coupe de France en 1921, 1922, 1923, 1924
- Équipe de France

| Liste des matchs de l'équipe de France de football disputés au stade Pershing | Liste des matchs de l'équipe de France de football disputés au stade Pershing | Liste des matchs de l'équipe de France de football disputés au stade Pershing | Liste des matchs de l'équipe de France de football disputés au stade Pershing | Liste des matchs de l'équipe de France de football disputés au stade Pershing | Liste des matchs de l'équipe de France de football disputés au stade Pershing | Liste des matchs de l'équipe de France de football disputés au stade Pershing |
| N°                                                                            | Date                                                                          | Match                                                                         | Score                                                                         | Compétition                                                                   | Affluence                                                                     |                                                                               |
| ----------------------------------------------------------------------------- | ----------------------------------------------------------------------------- | ----------------------------------------------------------------------------- | ----------------------------------------------------------------------------- | ----------------------------------------------------------------------------- | ----------------------------------------------------------------------------- | ----------------------------------------------------------------------------- |
| 1                                                                             | 5 mai 1921                                                                    | France - Angleterre amateur                                                   | 2-1                                                                           | Match amical                                                                  | 30 000                                                                        |                                                                               |
| 2                                                                             | 13 novembre 1921                                                              | France - Pays-Bas                                                             | 0-5                                                                           | Match amical                                                                  | 15 000                                                                        |                                                                               |
| 3                                                                             | 22 avril 1923                                                                 | France - Suisse                                                               | 2-2                                                                           | Match amical                                                                  | 20 000                                                                        |                                                                               |
| 4                                                                             | 10 mai 1923                                                                   | France - Angleterre                                                           | 1-4                                                                           | Match amical                                                                  | 30 000                                                                        |                                                                               |
| 5                                                                             | 17 mai 1924                                                                   | France - Angleterre                                                           | 1-3                                                                           | Match amical                                                                  | 20 000                                                                        |                                                                               |
| 6                                                                             | 19 avril 1925                                                                 | France - Autriche                                                             | 0-4                                                                           | Match amical                                                                  | 25 000                                                                        |                                                                               |
| 7                                                                             | 11 avril 1926                                                                 | France - Belgique                                                             | 4-3                                                                           | Match amical                                                                  | 23 000                                                                        |                                                                               |

- Jeux olympiques d'été de 1924

| Date          | Tour            | Équipe 1   | Score | Équipe 2   |
| ------------- | --------------- | ---------- | ----- | ---------- |
| 25 mai 1924   | 1er tour        | Suisse     | 9 - 0 | Lituanie   |
| 25 mai 1924   | 1er tour        | États-Unis | 1 - 0 | Estonie    |
| 29 mai 1924   | 8e de finale    | Italie     | 2 - 0 | Luxembourg |
| 1er juin 1924 | Quart de finale | Suède      | 5 - 0 | Égypte     |